# Bem Vindo Ao Meu Club
Bem Vindo Ao Meu Club é um álbum de estúdio fruto do projeto Son d'Play, uma parceria de Hungria Hip Hop juntamente com o rapper Chacall e o produtor DJ Mixer. O álbum é o segundo disco de Hungria e o primeiro álbum de estúdio de Chacall e DJ Mixer. Bem Vindo Ao Meu Club possui como singles "Viva a Bagaceira", "Apaga a Luz", "Rei do Cabaré" e "De Aro 20".

## Pós-lançamento e videoclipes
Após o sucesso de "Viva a Bagaceira", Thiago Brava e Wesley Safadão a regravaram em ritmo de forró. Os singles "De Aro 20" e "Apaga a Luz" obtiveram videoclipes, porém somente o clipe de "De Aro 20" foi lançado, pois antes que o clipe de "Apaga a Luz" fosse lançado, foi anunciado que o projeto em trio chegaria ao fim, e Hungria decidiu que KondZilla não o pusesse no ar.
Após o sucesso de "Viva a Bagaceira", Thiago Brava e Wesley Safadão a regravaram em ritmo de forró. Os singles "De Aro 20" e "Apaga a Luz" obtiveram videoclipes, porém somente o clipe de "De Aro 20" foi lançado, pois antes que o clipe de "Apaga a Luz" fosse lançado, foi anunciado que o projeto em trio chegaria ao fim, e Hungria decidiu que KondZilla não o pusesse no ar.

## Faixas
| N.º | Título                  | Compositor(es)            | Duração |  |
| 1.  | "Bem Vindo ao Meu Club" | Hungria Hip Hop / Chacall | 4:10    |  |
| 2.  | "Nós é Boy"             | Hungria Hip Hop / Chacall | 3:04    |  |
| 3.  | "A Gente Que Define"    | Hungria Hip Hop / Chacall | 4:06    |  |
| 4.  | "My Party"              | Hungria Hip Hop / Chacall | 3:34    |  |
| 5.  | "De Aro 20"             | Hungria Hip Hop / Chacall | 2:58    |  |
| 6.  | "Não Sou de Ninguém"    | Hungria Hip Hop / Chacall | 4:43    |  |
| 7.  | "Quem é Você?"          | Hungria Hip Hop / Chacall | 4:47    |  |
| 8.  | "Se Tiver Girl"         | Hungria Hip Hop / Chacall | 3:44    |  |
| 9.  | "Garota & Diamante"     | Hungria Hip Hop / Chacall | 4:07    |  |
| 10. | "Tô de Ruera"           | Hungria Hip Hop / Chacall | 4:37    |  |
| 11. | "Aqui Tá Quente"        | Hungria Hip Hop / Chacall | 3:06    |  |
| 12. | "O Que Ela Quer?"       | Hungria Hip Hop / Chacall | 3:36    |  |
| 13. | "Agora Rala!"           | Hungria Hip Hop / Chacall | 3:34    |  |
| 14. | "Qual é o Seu Valor?"   | Hungria Hip Hop / Chacall | 3:34    |  |
| 15. | "Chuva de Dinheiro"     | Hungria Hip Hop / Chacall | 3:30    |  |
| 16. | "Motel de Quatro Rodas" | Hungria Hip Hop / Chacall | 3:26    |  |

| CD edição deluxe |                    |                           |         |  |
| N.º              | Título             | Compositor(es)            | Duração |  |
| 17.              | "Viva a Bagaceira" | Hungria Hip Hop / Chacall | 4:23    |  |
| 18.              | "Rei do Cabaré"    | Hungria Hip Hop / Chacall | 4:20    |  |
| 19.              | "Apaga a Luz"      | Hungria Hip Hop / Chacall | 3:20    |  |